# Eduard Vlček
Eduard Vlček (* 26. února 1940 Přerov) je český právník, právní historik a vysokoškolský učitel, bývalý československý politik Komunistické strany Československa a poslanec Sněmovny národů Federálního shromáždění za normalizace.

## Biografie
V roce 1957 maturoval na jedenáctileté škole v Přerově, v roce 1962 absolvoval Právnickou fakultu Univerzity Karlovy, kde roku 1966 získal titul doktora práv a roku 1972 zde habilitoval (v letech 1964–1970 zde působil jako asistent a odborný asistent, předtím v letech 1962–1964 pracoval na pozici referenta v PZO Motokov Praha). V roce 1973 se stal docentem dějin státu a práva na Právnické fakultě Univerzity Jana Evangelisty Purkyně (dnešní Masarykova univerzita), kde se roku 1986 stal profesorem a kde v letech 1970–2010 působil jako pedagog. Od roku 1991 také vyučuje na Právnické fakultě Univerzity Palackého.
K roku 1986 se profesně uvádí jako děkan brněnské právnické fakulty. Ve volbách roku 1986 zasedl za KSČ do české části Sněmovny národů (volební obvod č. 47 – Brno-město I, Jihomoravský kraj). Ve Federálním shromáždění setrval do konce funkčního období, tedy do voleb roku 1990. Netýkal se ho proces kooptací do Federálního shromáždění po sametové revoluci.